# 시모무라 오사무
시모무라 오사무(일본어: 下村 脩, 1928년 8월 27일 ~ 2018년 10월 19일)는 일본의 화학자, 해양생물학자이다.
나고야 대학에서 유기화학 전공으로 박사학위를 받았으며 매사추세츠주 우즈홀에 위치한 해양생물연구소와 보스턴 대학교 의학전문학교의 명예교수였다. 그는 2008년 해파리에서 녹색형광단백질을 발견하고 발전시킨 공로로 마틴 챌피와 로저 첸과 공동으로 노벨 화학상을 수상하였다.

## 내력
1928년 교토부 후쿠치야마시에서 태어났으며 아버지는 육군 군인 만주, 사세보시, 오사카부 등을 거치고 중학생 시절 나가사키현에 피난을 갔다. 그리고 이사하야시에서 나가사키 현에 떨어진 원자폭탄을 경험하고 종전을 맞이한다. 나가사키 대학에서 유기 화학 생물 발광의 연구를 시작한 후, 나고야 대학 이학부의 연구생으로서 재학 중이던 1960년에 히라타 요시마사 교수의 연구실에서 박사 학위를 취득한 후 나고야 대학 이학부에서 갯반디(ウミホタル)의 발광 단백질인 루시페린의 결정화의 성공한다.
1960년, 풀브라이트 유학생으로서 미국으로 건너가 프린스턴 대학교, 보스턴 대학교, 우즈 홀 해양생물학 연구소(MBL) 등에 있으면서 갯반디, 해파리(オワンクラゲ)등 발광 생물의 발광 메카니즘을 차례차례 해명한다. 2008년 「녹색 형광 단백질(GFP)의 발견과 개발」에 의해서 마틴 챌피와 로저 첸과 함께 노벨 화학상을 수상한다.

## 인물
캘리포니아 대학교 샌디에고교 주석 특별연구원을 맡았고 나가사키현 이사하야시에서 원폭을 체험했다. 아들 시모무라 쓰토무는 컴퓨터 보안 전문가이며 1990년대 연방 수사국에 협력해 케빈 미트닉크의 체포에 공헌했다.

## 약력
- 1951년
  - 3월 : 나가사키 의과 대학 부속 약학 전문부 (현 나가사키 대학 약학부) 졸업
  - 4월 : 나가사키 대학 약학부 실험 실습 지도원
- 1955년 : 나고야 대학 이학부 유기 화학 연구생
- 1958년 4월 : 나가사키 대학 약학부 조수
- 1960년 8월 : 프린스턴 대학교 연구원(풀브라이트 유학생), 나고야 대학 이학 박사
- 1963년 9월 : 나고야 대학 수질 과학 연구소 조교수
- 1965년 10월 : 프린스턴 대학 상석연구원(1982년까지)
- 1981년 : 보스턴 대학교 객원 교수 겸임(2000년까지)
- 1982년 : 우즈 홀 해양 생물학 연구소 상석 연구원
- 2001년 : 우즈 홀 해양 생물학 연구소 퇴직

## 수상
- 2004년 - Pearse Prize(영국 왕실 현미경 학회)
- 2005년 - Emile Chamot Award(일리노이주 현미경 학회)
- 2006년 - 아사히 상(아사히 신문사)
- 2008년 - 노벨 화학상